# Rahid Ulusel
Rahid Ulusel (officiellement : Rahid Suleyman oglu Khalilov), né en 1954, est un philosophe azerbaïdjanais. Docteur en philosophie, il est aussi critique littéraire, essayiste et professeur.

## Vie et œuvre
Rahid Ulusel (Ulusel - pseudonyme d’auteur) est né le 13 août 1954, au  village Kelbahusseynli (anciennement Galadibi), district Masally de l'Azerbaïdjan. En 1975, il est diplômé de la Faculté de Philologie de l'Université pédagogique d'État d'Azerbaïdjan avec mention excellente. Dans les années 1975-2001 il a travaillé comme maître d’écoles, chef adjoint du pouvoir exécutif du district de Masally, rédacteur en chef . En 1986, il a soutenu sa thèse de candidat (au Conseil scientifique de l'Académie Nationale des Sciences de l'Azerbaïdjan), et en 2007 – celle de doctorat (à l'Université d'État de Bakou). En 1990, il a obtenu la Médaille du Ministère de l'Éducation de l'URSS pour le développement de la notion «Métasystème de l’humanitaire." Depuis 2002, il est chercheur principal de l'Institut de Littérature de l'Académie Nationale des Sciences de l'Azerbaïdjan et membre du Centre d'Atatürk en Azerbaïdjan. Dans la période 2005-2007 il a fait des cours de philosophie et de culturologie à l'Université de l'Ouest. En 2005, il a créé l'Association publique de recherches scientifiques "Globalisme et Civilisatiologie." Cette organisation dont il est le président, fut en 2011 la première structure scientifique en Azerbaïdjan et au Caucase du Sud adhérée à la Fédération Internationale des Sociétés de Philosophie.
Rahid Ulusel était  membre de l'Union des écrivains de l’URSS de 1989 à 1991, aujourd’hui il est membre de l’Union des écrivains de l’Azerbaïdjan, en 2009 il a obtenu les bourses du Président de l'Azerbaïdjan. Depuis 2009, il est membre du Conseil de Dissertation pour la soutenance des thèses près l'Institut de Philosophie de Sociologie et de Droit de l'Académie Nationale des Sciences d'Azerbaïdjan, depuis 2010 - membre du Comité d'organisation de l'Association Biocosmologique (BCA, Russie) et du Conseil de rédaction de la revue «Biocosmologie – néoaristotélisme», vice-président de la BCA pour le Moyen-Orient. Il a représenté l'Azerbaïdjan au XXII-e Congrès mondial de philosophie (Corée, Séoul, 2008), au VIII Congrès mondial des slavistes (Suède, Stockholm, 2010), à la Deuxième Conférence internationale sur les disciplines universitaires (États-Unis, l'Université de Harvard, 2011) et à  d'autres forums internationaux.
Il a mis en œuvre le projet «Intégration de l'Azerbaïdjan dans la communauté internationale : Route de la Soie des cultures " (2009), a publié nombre de livres sur le sujet connexe dans le cadre du  projet, cela avec l'aide financière du Conseil pour le soutien de l'État aux ONG auprès le Président de l'Azerbaïdjan.
Auteur de 17 livres et monographies, il a publié beaucoup d'essais dans des périodiques, et dans des revues scientifiques - plus de 200 articles sur les problèmes de la philosophie, l'esthétique, la culture et la philologie.

## Concepts de base, idées et paradigmes
Le professeur Rahid Ulusel a effectué l'étude systémique de la philosophie de l'harmonie (de l’harmonique).  Conformément à la philosophie de l'harmonie, les trois lois interdépendantes de la dialectique – celles de l’unité et la lutte des contraires, la négation de la négation et la transition des changements quantitatifs aux changements qualitatifs  – chacune individuellement et conjointement avec l'autre agissent comme partie intégrante de la loi universelle de l’harmonie.  Sur la base de la Loi d'harmonie (1) la genèse devient le monde, (2) le mouvement devient le dynamisme, (3) le temps devient l’histoire, (4) surgissent anthroposphère comme phase de biosphère, (5) psihologos comme phase de kosmologos, (6) culture comme phase de nature. Ainsi, parmi les mégaphases qui se complètent l’on voit s’achever la première grande mégaphase, soit Genesis – Monde – Création de l'homme, transformant l’homocivilisation en un acte important de l'évolution de la vie planétaire et créant des conditions nécessaires pour la transition à une nouvelle phase.
La philosophie de l'harmonie (Harmonique) est un nouveau concept d'auto-organisation globale du monde en tant que système d’auto-gestion sur une base de critères et de principes de l’harmonie. L’idée de conception de l’intégration globale du monde constitue la vision basique de la philosophie de l’harmonie.   Proposer le principe d’édification harmonique comme priorité dans l’activité humaine et dans la vie sociale, c’est là le premier objectif  conceptuel de la philosophie de l’harmonie.
Dans la tiade Dialectique-Synergétique-Harmonique la pensée philosophique acquiert son entité. Surgissent aussi des possibilités optimales pour l’étude des problèmes globaux du monde contemporain à l’aide de la méthodologie de ladite triade qui obtient une cohérence dans cette même Harmonique.
Harmonie structurelle, casuelle, synergétique, symétrique, chaotique, fonctionnelle, différentielle, intégrale, temporelle, spatiale, statique et dynamique font l'essence des formes fondamentales de l'harmonie.
Conditionné par les attributs dynamiques de l’harmonie - harmonia praestabilita, harmonia modificatio et harmonia modulatio, Harmonia progressio est le Logos du développement du monde.
Les principes universels de l’Harmonie - ceux d'unité de la diversité, de coordination, de logos, de dichotomie, de coévolution, de projection, de « miroir », « de proportion divine », de critérium (criteria harmonias), de règlement, de consensus, de convergence, de divergence, de concentration – sont étroitement liés les uns aux autres et dépendent les uns des autres. En tout moment et en tout lieu de la vie de l’Univers on note la poursuite du processus de son autocréation qui s’enrichit de plus en plus sur la base desdits principes de l’harmonie.
Le Professeur Rahid Ulusel a constaté les lois de diasynchronisme, d’expansion spatiale et d’intensification temporelle du développement planétaire, il a avancé le concept de « homouniversalisme » en tant qu’une alternative à la globalisation ainsi que des paradigmes philosophiques du développement du monde vers une civilisation mondiale, il a développé les bases théoriques et conceptuelles de la civilisatiologie – une nouvelle branche scientifique  dans le système des sciences humaines qui étudie le phénomène de la civilisation, étudié l'émergence du mégasystème des Civilisations orientale et occidentale et des unités géopolitiques, du processus de structuration de la culture orientale de penser d’après le modèle monologue, et de la culture occidentale de la pensée – d’après le modèle dialogique. Dans le même temps, dans certaines monographies il a effectué des études systémiques de la civilisation turque, de la critique moderne azérbaidjanaise, du lyrisme philosophique azerbaïdjanais, créé des échantillons de l’essai comparatif  (« Nassimi et Nicolas de Cues», «Fizouli et Michel-Ange », « ‘Le Prophète’ de  Javid et ‘Le Prophète’ de Gibran").
Dans sa polémique Rahid Ulusel justifie que la mondialisation ne signifie pas l'unipolarité. Dans la structure unipolaire pyramidale du monde en faveur de l'hégémonie d'un seul État, la domination d'une civilisation est peu d'occasions pour le développement complet de toutes les autres nations et les civilisations de l'humanité. Les gagnants et les perdants sont condamnés au régime conflictuel de la même menace mondiale. La structure amorphe du monde, capable d'exposer l'humanité aux crises incessantes, aux accidents, à l'absence de motif, par conséquent, l'absence de contrôle, est en contradiction avec la logique du développement de la civilisation mondiale. Cette logique nécessite rendre opérationnels les models de globalisation intégrale et non pas pyramidale dans la théorie et la pratique du développement mondial.

## Liste des publications
- Poésies philosophiques modernes d’Azerbaïdjan. Bakou: 1985
- L'identité nationale et la géostratégie à l’époque de globalisation. Bakou: Encyclopédie Nationale d'Azerbaïdjan, 2002 (en azéri.).  (ISBN 5-89600-370-6)
- Küreselleşme Sürecinde ABD-Türkiye-Azerbaycan Ortaklığı avez Buna Rusi-ya'dakı Felsefi-Politoloji Yaklaşım, / / 2023 futuroloji Dergisi, Ankara, 2003, Aralik (en turc.)
- Route de la soie des cultures : Azerbaïdjan dans le monde : Bakou: Tahsil, 2003 (en azéri.).
- Culture et Technocivilisation. Bakou: Encyclopédie Nationale d'Azerbaïdjan, 2003 (en azéri.). (OCLC 53793637)
- La globalisation et la civilisation turque. Bakou: Chashyoglu, 2005 (en azéri.).  (ISBN 5-8066-1661-4)
- La globalisation et la philosophie de l'harmonie. Bakou: Elm, 2005 (en azéri.).  (ISBN 5-8066-1661-4)
- La philosophie de l'harmonie dans les cultures islamiques d'Orient et de Renaissance occidentale / / Problèmes de la philosophie orientale, 2005-2006, № 1-2
- Civilizatiology as a New Scientific Field // Азербайджан в мире, 2006, №  1
- Globalization and Turkic Civilization // Азербайджан в мире, 2006, № 1
- L'Univers – le Cage et le Cage - L'Univers. Bakou: Sabah, 2008 (en azéri.).  (ISBN 5-86106-117-3)
- Paradigmal Rethinking of World Development towards Global Civilization. //
- The XXII World Congress of Philosophy. Seoul National University, 2008
- Homouniversalism // Third Global Civilization World Congress (Web Conference).
- « http://www.opgc.net/cn/3rd/3rd_World_read »(Archive.org • Wikiwix • Archive.is • Google • Que faire ?)    2.htm
- The Turks in the Civilizational Evolution of Eurasia // Problems of Art and Culture.
- International Scientific Journal, Baku, 2009, №4 (30).  (ISBN 978-9952-445-12-1)
- Des essais. Bakou: l'Europe, 2009 (en azéri.).
- La critique moderne azerbaïdjanaise. Bakou: Elm, 2009 (en azéri.).  (ISBN 978-9952-453-17-1)
- Les rythmes de vie et de pensée. Bakou: Chashyoglu, 2009 (en azéri.).  (ISBN 978-9952-27-141-6)
- Maître Rassul Rza. Philosophie et poésie: leur unité dans la littérature classique mondiale et azerbaïdjanaise. Bakou: Typographie, 2010 (en azéri.).
- Les relations internationales de l'Azerbaïdjan: de la politique à la culture. Bakou: Idéal-Print, 2010 (en azéri.).  (ISBN 978-9952-447-057)
- Homouniversalism as an Integral Idea of the Multicivilizational  World // International Journal of Arts and Sciences (IJAS), 2011, Vol. 4, No.23,  (ISSN 1944-6934)
- La globalisation et les problèmes philosophiques et esthétiques de la littérature moderne.
- Bakou: Le Groupe Goliath, 2012 (en azéri.).

## Traductions
- Auteurs classiques (textes choisis de F. de La Rochefoucauld, Pascal B., Goethe, William Emerson Ritter, A. Rodin, Rabindranath Tagore, Khalil Gibran, J. March et Andreï Platonov). Bakou: l'Europe, 2008 (en azéri.).
- Le monde et nous (textes choisis des classiques du monde.) Bakou: Sabah, 2009 (en azéri.).
- Borev Jury. Esthétique. Bakou: Tahsil, 2010 (en azéri.)